# John Diffley
John Diffley (New York, 11 gennaio 1967) è un ex calciatore statunitense, di ruolo centrocampista.